# Tommy Rettig
Thomas Noel Rettig (Nova Iorque, 10 de dezembro de 1941 – Los Angeles, 15 de fevereiro de 1996) foi um ator infantil norte-americano, engenheiro de software e autor. Rettig é lembrado por interpretar o personagem "Jeff Miller" nas três primeiras temporadas da série de televisão Lassie da CBS, de 1954 a 1957, mais tarde vista em repetições sindicalizadas com o título Jeff's Collie. Ele também co-estrelou com outro ex-ator infantil, Tony Dow, na novela adolescente da televisão dos anos 1960 Never Too Young e gravou a música por esse título com o grupo The TR-4.

## Biografia

### Inicio de Carreira (1946–1960)
Rettig nasceu de um pai judeu, Elias Rettig, e de uma mãe ítalo-americana cristã, Rosemary Nibali, em Jackson Heights, no bairro de Queens, na cidade de Nova York. Ele começou sua carreira aos seis anos de idade, em turnê com Mary Martin na peça Annie Get Your Gun, na qual ele interpretou Little Jake.
Rettig foi selecionado entre 500 meninos para o papel de Jeff Miller, estrelando a primeira série de televisão Lassie entre 1954-1957. Seu personagem, um jovem garoto de fazenda, morava com sua mãe viúva, Ellen (Jan Clayton), avô (George Cleveland) e sua amada Collie, Lassie.
Além de seu famoso papel como Jeff Miller na série de televisão Lassie na rede CBS, Rettig também apareceu em 17 longas-metragens, incluindo So Big, The 5,000 Fingers of Dr. T (escrito por Dr. Seuss) e River of No Retorno com Marilyn Monroe e Robert Mitchum. Foi seu trabalho com um cachorro no The 5000 Fingers Of Dr. T que levou o treinador de animais Rudd Weatherwax a instá-lo a fazer um teste para o papel de Lassie, pelo qual a Weatherwax forneceu o collie.
Mais tarde, Rettig disse aos entrevistadores que ansiava por uma vida como um adolescente normal e, depois de quatro temporadas, conseguiu sair do contrato. Ele também criticou o tratamento e a compensação dos atores infantis de sua época. Segundo informações, ele não recebeu pagamentos residuais de seu trabalho na série Lassie, embora mais tarde tenha sido muito popular na organização, amplamente exibida sob o título Jeff's Collie .
Em 28 de outubro de 1958, Rettig estrelou o episódio "The Ghost" da série ocidental Sugarfoot da ABC, com Will Hutchins no papel-título. No capítulo da série, Rettig interpretou Steve Carter, um jovem problemático que Sugarfoot está levando para o Missouri para coletar uma herança. Rettig também cantou a popular balada "As ruas de Laredo" no episódio.
Rettig se formou em 1959 na University High School, em Los Angeles. No mesmo ano, aos 18 anos, ele foi escalado como Pierre no episódio "The Ghost of Lafitte", ambientado em Nova Orleans, da série ocidental da ABC, The Man from Blackhawk, estrelado por Robert Rockwell como investigador de seguros itinerante. A atriz Amanda Randolph foi escalada no mesmo episódio que a tia Cotton.

### Carreira adulta

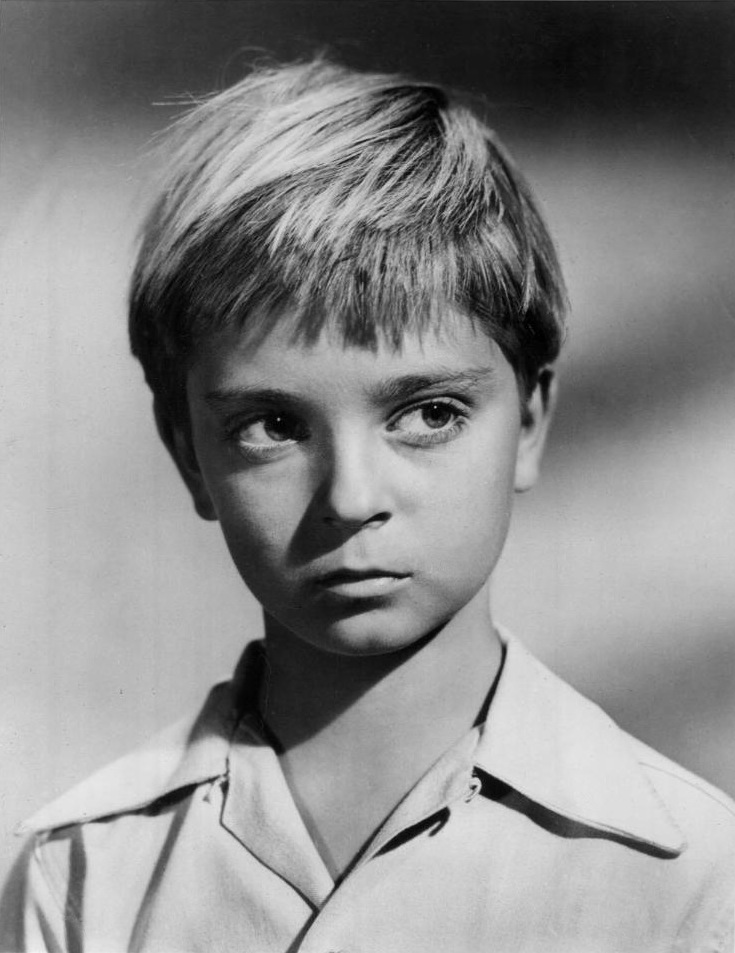
Tommy Rettig em 1953.

Aos 19 anos de idade, Rettig teve um papel de protagonista importante no episódio Wagon Train de janeiro de 1961, "Weight of Command". Então, em sua quarta temporada na NBC, o Wagon Train foi a segunda série mais bem cotada naquele ano na televisão americana. Rettig fez o papel de um garoto de 16 anos, Billy, que viaja com sua família no trem de carroça. Embora seu pai permita relutantemente que seu filho vá caçar búfalos com o assistente mestre da trilha Bill Hawks (Terry Wilson), Billy se preocupa com o fato de seu pai ainda não pensar nele como homem. Quando os caçadores são atacados por um bando de índios renegados, eles se refugiam em uma casa vazia. Hawks consegue escapar, mas o mestre do vagão, Seth Adams (Ward Bond), toma a difícil decisão de não tentar o resgate de Billy, para que todo o trem não seja vulnerável a ataques. Hawks, que prometeu a Billy que ele seria resgatado, fica indignado com a decisão de abandonar o jovem sitiado ao seu destino. Quando Billy consegue sobreviver sozinho ao ataque indiano, ele ganha o respeito de seu pai.
Em outro western, o episódio de 1962 "Davy's Friends" da série sindicada Death Valley Days, Rettig interpretou Joel Walter Robison, um lutador pela independência do Texas. Na trama, Robison, chamado de "amigo" de Davy Crockett, é enviado em uma distração, mas rapidamente mostra sua capacidade militar e é nomeado primeiro tenente por Sam Houston. Stephan Chase interpretou Sam Houston, e Russell Johnson foi escalado como sargento Tate neste episódio.
De 1964 a 1965, Rettig co-estrelou com outro ex-ator infantil, Tony Dow, na novela da televisão ABC para os adolescentes Never Too Young. Com o grupo "The TR-4", ele gravou a música por esse título no rótulo Velvet Tone. Enquanto ele era o co-gerente do TR-4, ele não cantou com eles. Rettig apenas co-escreveu a música na esperança de que a novela a usasse como tema da série. O disco em si foi produzido por Joey Vieira, que, sob o nome artístico de Donald Keeler, interpretou o parceiro de Rettig, Porky, em "Lassie". Os produtores de Never Too Young, no entanto, optaram por não usá-lo. Rettig foi posteriormente escalado como Frank no episódio de 1965 "The Firebrand" na série de drama educacional da NBC Mr. Novak, estrelada por James Franciscus.
Quando adulto, Rettig preferia ser chamado de "Tom". Ele achou difícil a transição de estrela infantil para adulto e teve vários e-mails legais bem divulgados relacionados a drogas recreativas ilegais (uma condenação pelo cultivo de maconha em sua fazenda e uma acusação de porte de cocaína da qual ele foi exonerado). Alguns anos depois que ele deixou de atuar, ele se tornou um palestrante motivacional, o que através do trabalho em listas de endereços de computadores levou ao envolvimento nos primeiros dias dos computadores pessoais.
Durante os últimos 15 anos de sua vida, Rettig era um conhecido banco de dados programador, autor, e especialista. Ele foi um dos primeiros funcionários da Ashton-Tate e se especializou em (sequencialmente) dBASE, Clipper, FoxBASE e, finalmente, FoxPro. Rettig mudou-se para Marina del Rey no final dos anos 80.

## Morte
Rettig fez uma aparição como Jeff Miller adulto em um episódio da série de televisão The New Lassie com Jon Provost, que foi ao ar em 25 de outubro de 1991. A série atualizada apresentava aparições dos veteranos de Lassie Roddy McDowall, que estrelou Lassie Come Home em 1943, o primeiro longa-metragem de Lassie, e June Lockhart, que estrelou o filme de 1945, Son of Lassie. Ela também co-estrelou a série de televisão, retratando a mãe de Timmy nos anos depois que Rettig e Jan Clayton deixaram o programa.
Em 15 de fevereiro de 1996, Rettig morreu de insuficiência cardíaca aos 54 anos. Ele foi cremado no necrotério de Inglewood Park, e suas cinzas foram espalhadas no mar a cinco quilômetros de Marina del Rey, Califórnia, com as cinzas de Rusty Hamer.

## Filmografia

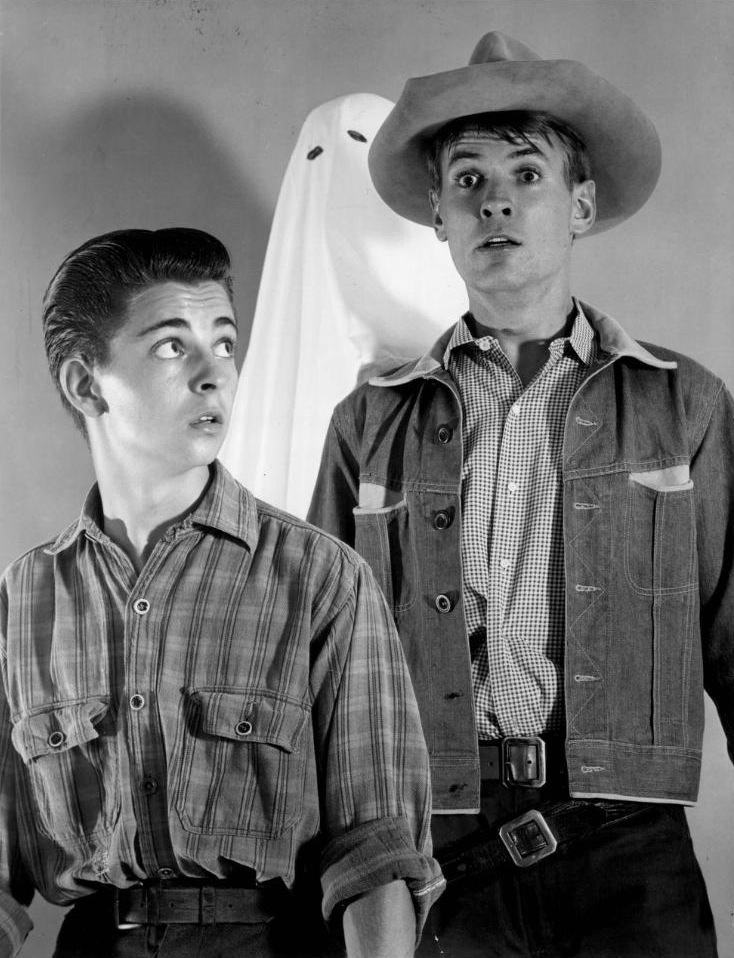
Com Will Hutchins em Sugarfoot (1958).

| Ano  | Título                  | Função                 | Notas         |
| ---- | ----------------------- | ---------------------- | ------------- |
| 1950 | Pânico nas ruas         | Tommy Reed             | Não creditado |
| 1950 | O Jackpot               | Tommy Lawrence         |               |
| 1950 | Duas semanas com amor   | Ricky Robinson         |               |
| 1950 | Pelo amor de Deus       | Joe Blake              |               |
| 1951 | A faixa                 | Artie Ardrey           |               |
| 1951 | Elopement               | Daniel Reagan          |               |
| 1951 | Fim de semana com o pai | David Bowen            |               |
| 1952 | Gobs and Gals           | Bertram                |               |
| 1952 | Paula                   | David Larsen           |               |
| 1953 | A senhora quer vison    | Ritchie Connors        |               |
| 1953 | Os 5.000 dedos do Dr. T | Bartholomew Collins    |               |
| 1953 | Meu Filho, Minha Vida   | Dirk (jovem)           |               |
| 1954 | Rio sem retorno         | Mark Calder            |               |
| 1954 | A invasão               | Larry Bishop           |               |
| 1954 | O egípcio               | Thoth (filho de Meryt) |               |
| 1955 | A teia de aranha        | Mark McIver            |               |
| 1955 | A mão armada            | Billy Wright           |               |
| 1956 | O último vagão          | Billy                  |               |